# Jacob Sarratt
Jacob Henry Sarratt (1772 – 6 de novembro 1819) foi um dos principais jogadores da Inglaterra no final do século XVIII e XIX, reconhecido como jogador e autor adotou o título de "Professor de xadrez". Foi o primeiro jogador profissional a ensinar as regras do xadrez na Inglaterra e introduziu a regra do afogamento como um empate, que era a regra comum no continente europeu

## Publicações
- A Treatise on the Game of Chess. London 1808 (vol. 1) und (vol. 2)
- The works of Damiano, Ruy-Lopez, and Salvio on the game of chess. London 1813
- The Works of Gianutio and Gustavus Selenus, 1817
- A New Treatise on the Game of Chess. London 1821 (vol.1) und [(vol. 2)
- A New Treatise on the Game of Chess. London 1828 (vol.1) und (vol. 2)